# Sân bay quốc tế Simferopol

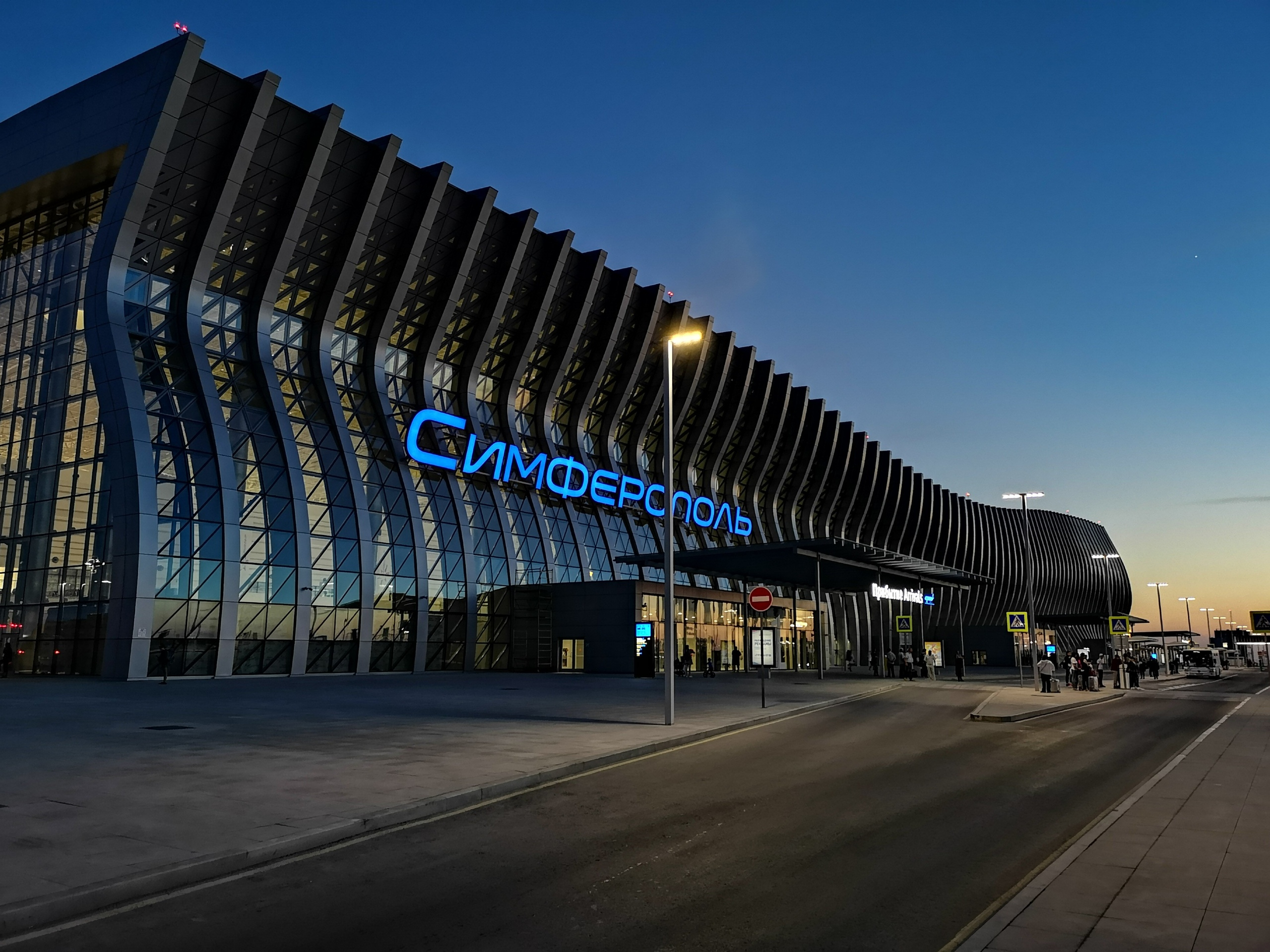
Sân bay quốc tế Simferopol vào năm 2018

Sân bay quốc tế Simferopol (tiếng Ukraina: Міжнародний аеропорт "Сімферополь"; tiếng Nga: Международный аэропорт "Симферополь") (IATA: SIP, ICAO: UKFF) là sân bay ở Simferopol, Ukraina. Sân bay này được xây năm 1936.

## Các hãng hàng không và các tuyến điểm
- Air Baltic (Riga, Vilnius)
- Aeroflot (Moscow-Sheremetyevo)
- Aeroflot-Don (Moscow-Sheremetyevo, Rostov-on-Don)
- Aeroflot-Nord (Arkhangelsk, Moscow-Sheremetyevo)
- AiRUnion (Moscow-Domodedovo)
- Aerosvit Airlines (Kyiv-Boryspil, Tel-Aviv)
- Armavia (Yerevan)
- Austrian Airlines (Vienna)
- Atlant-Soyuz Airlines (Moscow-Sheremetyevo)
- Belavia (Minsk)
- ChallengeAero (Kyiv-Zhuliany, Kharkiv)
- Czech Airlines (Prague)
- DonbassAero (Donetsk, Chernivtsi)
- Dniproavia (Dnipro, Moscow-Domodedovo)
- Estonian Air (Tallinn) [seasonal]
- El Al (Tel-Aviv)
- Lviv Airlines (Lviv)
- Lufthansa (Munich)
- Mars RK (Kyiv-Zhuliany)
- Malev Hungarian Airlines (Budapest)
- Motor-Sich (Kyiv-Boryspil)
- Rossiya (Moscow-Vnukovo, St. Petersburg-Pulkovo)
- Scandinavian Airlines System (Copenhagen)
- S7 Airlines (Moscow-Domodedovo, Novosibirsk)
- Samara Airlines (Samara)
- South Airlines (Odessa, Kyiv-Zhuliany)
- Tavrey Airlines (Odessa, Kyiv-Zhuliany)
- Transaero (Moscow-Domodedovo)
- Turkish Airlines (Istanbul-Atatürk)
- Ukraine International Airlines (Berlin-Tegel, Frankfurt, Kyiv-Boryspyl)
- UM Airlines (Kyiv-Boryspil, Tashkent)
- Ural Airlines (Ekaterinburg)
- UTair Aviation (Khanty Mansiysky, Moscow-Vnukovo, Surgut)
- Uzbekistan Airways (Tashkent, Samarkand)
- Wind Rose Aviation (Astana, Almaty, Cologne/Bonn, Kharkov, Lviv, Hannover, Nuremberg)
- Wizz Air (Kyiv-Boryspil, Lviv [Begin June 2008])